# Laurenţiu Roşu
Laurenţiu Dumitru Roşu (Iaşi, 26 d'octubre de 1975) és un exfutbolista romanès, que ocupava la posició de davanter.
El 25 de març de 2008 va rebre del president de Romania, Traian Băsescu, la Medalla al Mèrit Esportiu per haver assolit la classificació de la selecció romanesa a l'Eurocopa de 2008.

## Trajectòria
Comença la seua carrera professional amb l'equip local de la Politehnica Iaşi, a la segona divisió. El 1993 fitxa per l'Steaua de Bucarest, on va jugar durant els sets anys seguits, aconseguint diversos títols domèstics. La seua primera campanya a l'Steaua tan sols va jugar-hi quatre partits, però la temporada 94/95, la marxa del principal atacant li va obrir les portes de la titularitat. Hi destaca en el període 1998/2000, marcant un total de 27 gols. A banda de la competició domèstica, també va ser una peça clau en els partits europeus de l'Steaua durant la dècada dels 90.
L'estiu de l'any 2000 fitxa pel CD Numancia, de la primera divisió espanyola. Eixe any hi marca vuit gols, incloent un hat-trick al Reial Madrid. Els sorians baixen a Segona Divisió, on el romanès els acompanyaria durant tres anys. Posteriorment milita al Recreativo de Huelva, amb qui ascendeix a la màxima categoria. Es mantindria a l'equip onubenc fins al 2008, quan marxa al conjunt veí del Cadis CF.

## Selecció
Roşu va disputar 38 partits amb la selecció romanesa de futbol, tot marcant cinc gols. Va participar en l'Eurocopa de l'any 2000.

## Títols
- - Divizia A: 1993-94, 1994-95, 1995-96, 1996-97, 1997-98
  - Cupa României: 1995-96, 1996-97, 1998-99
  - Supercupa României: 1993-94, 1994-95, 1997-98